# Antonio Bonne
Antonio Bonne (fl. XX secolo) è stato un politico italiano, sindaco di Gorizia dal gennaio all'ottobre 1922; primo e unico sindaco di Gorizia italiana eletto democraticamente prima del ventennio fascista.

## Biografia
Venne eletto sindaco di Gorizia alle elezioni comunali del 22 gennaio 1922. Alle elezioni i "liberalnazionali" guidati da Giorgio Bombig si erano presentati in coalizione coi fascisti nella lista "Comitato Cittadino" mentre l'associazione "Gruppo d'Azione Friulano", di ispirazione liberale, non accettando questo accordo, fondò una lista autonoma denominata "Gruppo d'Azione" con a capo Antonio Bonne, un consigliere del tribunale locale, e si alleò con la lista slovena guidata da Karel Podgornik. Alle elezioni il Comitato Cittadino prese 1.104 voti (27%), il Gruppo d'Azione 882 voti (21.6%) e la Lista Podgornik 713 voti (17.4%); grazie al meccanismo della legge elettorale, 31 dei 40 seggi disponibili andarono alle liste coalizzate col Gruppo d'Azione e solo 9 a quelle legate a Bombi mentre le altre liste candidate (repubblicani, socialisti e comunisti) non raggiungendo il quorum, non presero alcun seggio. Il Gruppo d’Azione e la Lista Podgornik, formate da italiani e sloveni, formano la nuova giunta eleggendo sindaco Bonne. Il 28 ottobre, durante la marcia su Roma, Bonne fu costretto ad abbandonare la carica dai fascisti di Heiland che occuparono il municipio costringendolo con la violenza alle dimissioni.